# 4-й Сыромятнический переулок
4-й Сыромя́тнический переулок — улица в центре Москвы в Басманном районе между Мрузовским переулком и Сыромятническим проездом.

## Название
Назван в XVIII—XIX веках по расположению в Сыромятниках на месте существовавшей в XVII веке Сыромятнической слободы (от сыромятник — «кожемяка, мастер, занимающийся изготовлением сыромятной кожи»). В Сыромятниках также находятся Сыромятническая набережная, Верхняя, Нижняя и Новая Сыромятнические улицы, 1-й — 3-й Сыромятнические переулки и Сыромятнический проезд.

## Описание
4-й Сыромятнический переулок вместе с Мрузовским переулком начинается от Троицкого путепровода, по которому проходят железнодорожные пути Курского и Горьковского направлений, связывающего оба переулка с Верхней Сыромятнической улицей. Затем проходит на восток и заканчивается на Сыромятническом проезде.

## Здания и сооружения
По нечётной стороне:

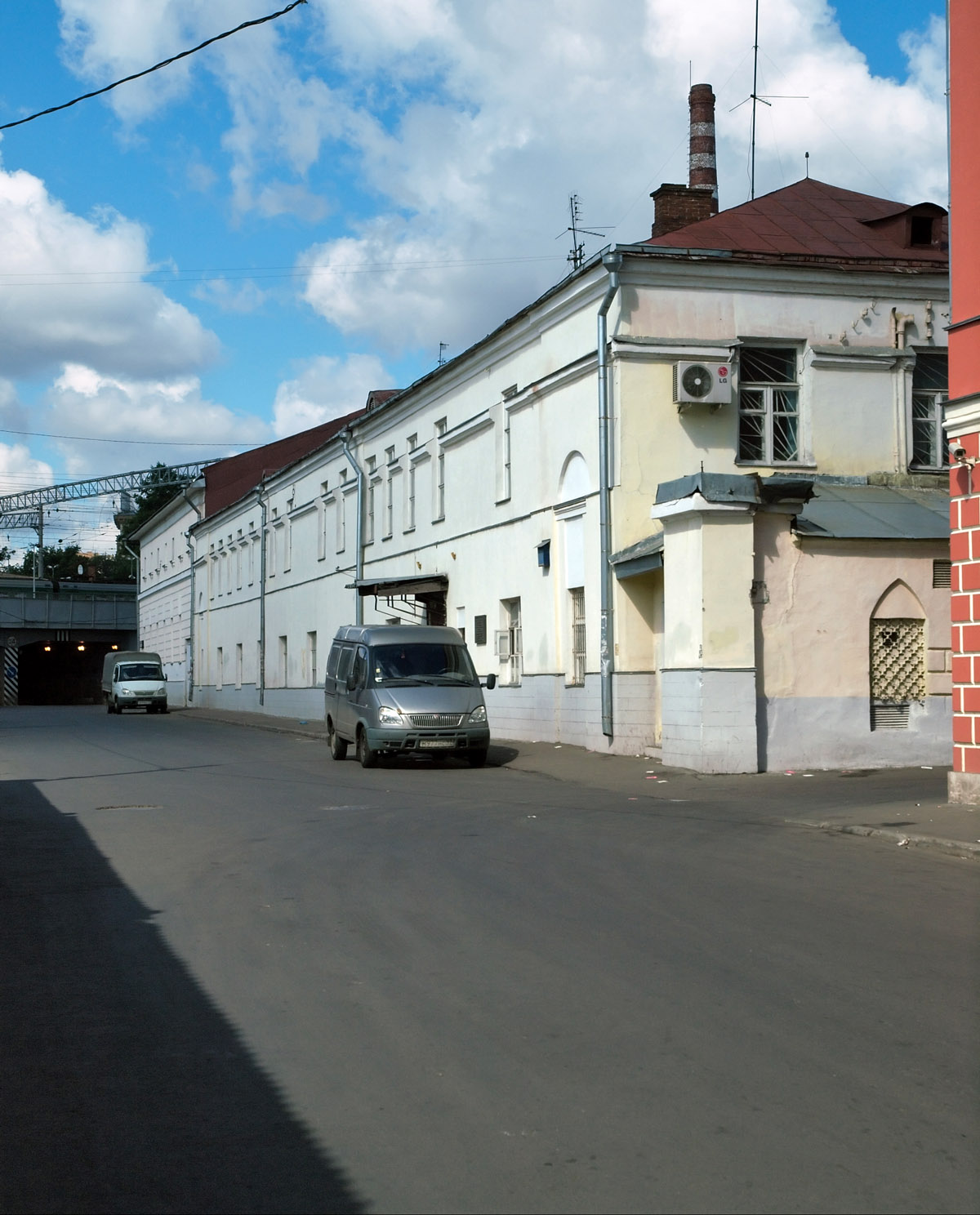
№ 1. Корпус пивоварни.

- № 1, строение 1 — главный дом усадьбы Е. А. Волконской — Н. И. Прокофьева (XVIII—XIX вв.), ныне журнал «Театральная афиша»;
- № 1, строение 6 — Центр современного искусства «Винзавод»
- № 3/5, строения 4, 4А — Дом-коммуна (1927, архитектор Г. М. Мапу)[1]. Задумывался как жильё нового социального типа с коридорной структурой. С 1930-х вплоть до своей смерти в нём жил М. Я. Выгодский.

По чётной стороне: